# محند الطيب
أحد علماء الجزائر وشيخ شيوخ زواوة ومترجم معاني القرآن الكريم إلى الأمازيغية ولد في 20 جوان 1934 قي بلدية إيفرحونن ولاية تيزي وزو منطقة القباءل شرق الجزائر العاصمة أدخه والدة كتاب القرية ليتم حفط القرأن الكريم دون معرفته باللغة العربية وفي سنة 1948 انقل إلى زاوية «تغراست» بالقرب من سيدي عيش ببجاية وبدأ يتعلم هناك بعض الدروس في اللغة العربية والصرف والنحو، وبدأ حينها يفهم معاني بعض الكلمات في القرآن الكريم.وبعد أن أتقن حفظ القرآن وبعد تلقيه دروسا بالزاوية التحق سنة 1953 بمعهد ابن باديس بقسنطينة ليلتحق بالثورة المباركة بعد غلق المعهد، وقد ألقى المستعمر الفرنسي القبض عليه بضواحي حيدرة خلال سنة 1958 وتم سجنه رفقة أخيه «الصادق» ومجموعة من الرفقاء في ثكنة علي خوجة بالعاصمة ويقول هذا الأخير مستعيدا شريط ذكريات الماضي إنه لولا فضل الله ولطفه لكان هو ورفقاؤه من المفقودين لأن عصابة اليد الحمراء هي التي قامت باختطافه.

## بعد الاستقلال
بعد الاستقلال أفرج عنه ليتم تعيينه معلما بعين طاية وفي نفس الوقت كان يتابع دراسته الجامعية بجامعة الجزائر في تخصص الأدب العربي وتحصل على ليسانس في الآداب خلال سنة 1966، وقرأ للعديد من الكتاب المعروفين على غرار (طه حسين، المنفلوطي، محمد عباس العقاد، الزيات، أحمد شوقي، الشيخ مبارك الميلي، أحمد توفيق المدني... وآخرين)، وخلال شهر أكتوبر 1966 تم تعيينه كأستاذ في ثانوية «عمروش» التي تدعى حاليا «ثانوية فاطمة نسومر» ويقول أنه هو الذي اقترح بأن تسمى هذه المؤسسة التربوية بـ «فاطمة نسومر» وتكون مختصة للبنات فقط. وفي سنة 1969 شارك أستاذنا في مسابقة للدخول لتحضير شهادة الكفاءة في تفتيش وإدارة دور المعلمين وتخرج من هناك سنة 1970، وبعدها عيّن بدائرة الأخضرية حتى سنة 1977 وانتقل إلى تيزي وزو ليشغل منصب مفتش وفي نفس الوقت كأستاذ مساعد في جامعة تيزي وزو، وفي عام 1985 تم انتدابه إلى فرنسا كمفتش لدى أبناء الجالية وبقي هناك 4 سنوات.

## العودة إلى الوطن
بعد عودة السيد سي حاج طيب إلى أرض الوطن عاد من جديد إلى التفتيش لكن هذه المرة في الطور الثاني من التعليم المتوسط بالأربعاء ناث إيراثن وعزازڤة حتى سن التقاعد، وكانت مدة الخدمة 38 سنة منها 25 سنة في التفتيش وخلال هذه الفترة لم تقدم ضده أي شكوى ولم يتلق من الأكاديمية ولو رسالة لتذكيره للقيام بالمهام المسندة له، ومما يذكره بالاعتزاز وراحة الضمير أن جميع أبنائه امتُحنوا عنده ويقسم بأغلظ الأيمان أنه لم يضف ولو نصف نقطة لأبنائه على نقاط المصححين مع أن وثائقهم توجد عنده في المنزل لمدة تقارب الشهر.
بعد إحالته على التقاعد بسلك التعليم، كان يتعاون مع مديرية الشؤون الدينية والأوقاف لتيزي وزو، حيث أسندت إليه مهمة أمين مجلس «اقرأ» في مؤسسة المسجد ولا يزال فيها إلى غاية اليوم، وكان يقوم بإلقاء المحاضرات على مستوى المؤسسات التربوية، كما شارك في تكوين الأئمة مع وضع مخطط لتطوير برامج الزوايا القرآنية وهو ينتظر التطبيق وفي نفس الوقت كان منكبًّا على ترجمة معاني القرآن إلى الأمازيغية.

## أعماله
للشيخ العديد من المؤلفات ولعل ابرزها ترجمة معاني القرآن للأمازيغية ولديه أيضا ترجمة العديد من الأحاديث النبوية وألقى العشرات من المحاضرات العلمية والحصص التلفزيونية

## وصلات خارجية
- الجزائري حاج محند: ترجمة القرآن إلى الأمازيغية أمنية غالية تحققت - موقع جريدة البيان، نشر بتاريخ: 27 أغسطس 2011
- الشروق تكرّم أحد رموز الثقافة الأمازيغية الأصيلة سي حاج محنّد. نشر 2009/05/31.